# サタデー・フィクション
『サタデー・フィクション』（原題：蘭心大劇院）は、2019年の中国映画。1941年12月1日から7日までの7日間という太平洋戦争勃発直前の上海租界を舞台として、世界各国の諜報員たちが暗躍する姿をモノクロ映像で描いたスパイ映画。
第76回ヴェネツィア国際映画祭のコンペティション部門選出。第44回トロント国際映画祭のスペシャル・プレゼンテーション部門出品。
中国本国では2020年公開を、日本でも2020年秋公開を予定していたが、新型コロナウィルスの感染拡大を受け公開未定となり、中国本国では2021年10月15日に、日本では2023年11月3日にそれぞれ公開された。

## キャスト
- ユー・ジン（于菫）：コン・リー
- タン・ナー（譚吶）：マーク・チャオ
- 古谷三郎：オダギリジョー
- フレデリック・ヒューバート：パスカル・グレゴリー
- ソール・シュパイヤー：トム・ヴラシア
- バイ・ユンシャン（白雲裳）：ホァン・シャンリー
- 梶原：中島歩
- モー・ジーイン（莫之因）：ワン・チュアンジュン
- ニイ・ザーレン（倪則仁）：チャン・ソンウェン（中国語版）

## スタッフ
- 監督：ロウ・イエ
- プロデューサー：マー・インリー、チャン・ジーホン、ロウ・イエ、ドン・ペイウェン、ウー・イー
- エグゼクティブプロデューサー：マー・インリー
- 原作：ホン・イン（虹影）『上海の死』、横光利一『上海』
- 脚本：マー・インリー
- 撮影：ツォン・ジエン
- 編集：ロウ・イエ、フォンシャンユーリン
- 衣装：マイ・リンリン
- アートディレクター：ジョン・チョン